# REINCARNATION (奥井雅美の曲)
「REINCARNATION」（リインカーネーション）は、奥井雅美の通算4作目のシングルである。

## 制作
奥井の楽曲プロデュースを担当することとなる矢吹俊郎が手がけた最初の作品で、後に奥井は自身のターニングポイントとなった作品として、2000年に発表した楽曲「TURNING POINT」と同時に挙げている。

## 評価
タイアップ先である『宇宙の騎士テッカマンブレードII』に出演していた林原めぐみは、自身のラジオ番組で「かっこいい」と絶賛し、奥井は「めぐちゃん（林原）には足を向けて寝れません」と語っている。林原は1995年に発表したアルバム『Enfleurage』で、表題曲と「It's DESTINY-やっと巡り会えた-」をカバーしている。

## 収録曲
| 全作詞: 有森聡美、全作曲: 工藤崇。 |                                         |           |            |          |      |
| #                                  | タイトル                                | 作詞      | 作曲・編曲 | 編曲     | 時間 |
| 1.                                 | 「REINCARNATION」                       | 有森聡美  | 工藤崇     | 矢吹俊郎 | 3:54 |
| 2.                                 | 「両手いっぱいの夢」                    | 有森聡美  | 工藤崇     | 奥井雅美 | 4:07 |
| 3.                                 | 「REINCARNATION」(OFF VOCAL VERSION)    | 有森聡美  | 工藤崇     |          | 3:54 |
| 4.                                 | 「両手いっぱいの夢」(OFF VOCAL VERSION) | 有森聡美  | 工藤崇     |          | 4:07 |
| 合計時間:                          | 合計時間:                               | 合計時間: | 16:02      |          |      |

## メディアでの使用
| # | 曲名                 | タイアップ                                              | 出典        |
| - | -------------------- | ------------------------------------------------------- | ----------- |
| 1 | 「REINCARNATION」    | OVA『宇宙の騎士テッカマンブレードII』オープニングテーマ | [ 3 ] [ 4 ] |
| 2 | 「両手いっぱいの夢」 | OVA『宇宙の騎士テッカマンブレードII』イメージソング     |             |

## カバー
| アーティスト  | 収録作品       | 発売日        | 備考          |
| REINCARNATION | REINCARNATION  | REINCARNATION | REINCARNATION |
| ------------- | -------------- | ------------- | ------------- |
| 林原めぐみ    | 『Enfleurage』 | 1995年3月3日  |               |